# Miss International 1985
Miss International 1985, venticinquesima edizione di Miss International, si è tenuta presso Tsukuba, in Giappone, il 15 settembre 1986. La venezuelana Alejandrina "Nina" Sicilia Hernandez è stata incoronata Miss International 1985.

## Risultati

### Piazzamenti
| Risultato finale        | Concorrente |
| ----------------------- | --- |
| Miss International 1985 | - Venezuela - Alejandrina "Nina" Sicilia Hernandez |
| 2ª classificata         | - Stati Uniti - Sarie Nerine Jourbert |
| 3ª classificata         | - Paesi Bassi - Jacqueline Schuman |
| Semifinaliste           | - Australia - Ketrina Ray Keeley - Brasile - Kátia Nascimento Guimarães - Colombia - María Pía Duque Rengifo - Finlandia - Helena Marjukka Tontti - Giappone - Makiko Matsumoto - Hong Kong - Ellen Wong Ai-Lane - Inghilterra - Andrea Vivienne Boardman - Islanda - Anna Margret Jonsdottir - Norvegia - Torunn Forsberg - Polonia - Katarzyna Dorota Zawidzka - Spagna - Beatriz Molero Beltrán - Zaire - Tumba Mulamba |

### Riconoscimenti speciali
| Riconoscimento        | Concorrente                          | Concorrente                          |
| --------------------- | ------------------------------------ | ------------------------------------ |
| Best National Costume | - Colombia - María Pía Duque Rengifo | - Colombia - María Pía Duque Rengifo |
| Miss Friendship       | - Danimarca - Susan Boje Rasmussen   | - Danimarca - Susan Boje Rasmussen   |
| Miss Photogenic       | - Colombia - María Pía Duque Rengifo | - Colombia - María Pía Duque Rengifo |
| 21st Century Fashion  | Vincitrice                           | - Hong Kong - Ellen Wong Ai-Lane     |
| 21st Century Fashion  | 2ª classificata                      | - Messico Rebecca de Alba Díaz       |
| 21st Century Fashion  | 3ª classificata                      | - Francia Nathalie Jones             |

## Concorrenti
- Australia - Ketrina Ray Keeley
- Austria - Martina Margarete Haiden
- Belgio - Mireille Paula Baele
- Bolivia - Ana Patricia Castellanos
- Brasile - Kátia Nascimento Guimarães
- Canada - Jennifer Frances Bruno
- Colombia - Maria Pia Duque Rengifo
- Corea del Sud - Chang Sih-wha
- Costa Rica - Marianela Herrera Marín
- Danimarca - Susan Boje Rasmussen
- Filippine - Sabrina Simonette Marie Roig Artadi
- Finlandia - Marjukka Helena Tontti
- Francia - Nathalie Jones
- Galles - Samantha Amystone
- Germania - Stefanie Angelika Roth
- Giappone - Makiko Matsumoto
- Grecia - Efthimia Dereca
- Guam - Teresa Artero Kasperbauer
- Guatemala - Perla Lissette Prera Fruhwirth
- Honduras - Waleska Zavala
- Hong Kong - Ellen Wong Ai-Lane
- India - Vinita Seshadri Vasan
- Inghilterra - Andrea Vivienne Boardman
- Irlanda - Karen Ann Shevlin
- Islanda - Anna Margret Jonsdóttir
- Isole Marianne Settentrionali - Antoinette Marie Flores
- Israele - Avivit Nachmany
- Italia - Gabriela Ongaro
- Messico - Rebecca de Alba Díaz
- Norvegia - Torunn Forsberg
- Nuova Zelanda - Paula Louise Franich
- Paesi Bassi - Jacqueline Schuman
- Panama - Diana Marina Lau
- Polonia - Katarzyna Dorota Zawidzka
- Portogallo - Ana Paula Machado Charepe
- Scozia - Karen Helen Bell
- Singapore - Chwee Lan Chua
- Spagna - Beatriz Molero Beltrán
- Stati Uniti - Sarie Nerine Jourbert
- Svizzera - Lucienne Thiebaud
- Thailandia - Sasimaporn Chaikomol
- Venezuela - Alejandrina "Nina" Sicilia Hernández
- Zaire - Tumba Mulamba